# Vakhtang I Gorgasali
Vakhtang I Gorgasali (in georgiano ვახტანგ I გორგასალი?), detto Kartli in Georgia orientale (ქართლი), (439 o 443 – 502 o 522) della dinastia cosroide, è stato un re di Iberia.
Ha guidato il suo popolo in un'alleanza con l'Impero bizantino che lo ha coinvolto in una lunga lotta contro l'egemonia sasanide. La guerra si è conclusa con la sconfitta e l'indebolimento del regno di Iberia. La tradizione gli attribuisce anche la riorganizzazione della Chiesa ortodossa georgiana e la fondazione di Tbilisi, capitale moderna della Georgia.
Vakhtang Gorgasali fu un sovrano che intreccia storia e la leggenda in una narrazione epica, tipicamente nazionale, che risalta ancora di più la sua personalità e biografia. L'immagine di Vakhtang I è rappresentata ancora oggi come esempio di guerriero e statista, conservando nella memoria popolare un'immagine indelebile
Egli è emerso come una delle figure più popolari della storia della Georgia già nel Medioevo ed è stato canonizzato dalla Chiesa ortodossa georgiana come "Re Vakhtang".
Numerosi monumenti e statue sono stati eretti in suo onore, non solo nella capitale Tbilisi, ma in tutta la Georgia.
Porta il suo nome l'Ordine di Vakhtang Gorgasali, la più alta onorificenza georgiana.